# Весела Долина (Горлівський район)
Весела́ Доли́на — село Вуглегірської міської громади Горлівського району Донецької області, Україна.

## Населення
За даними перепису 2001 року населення села становило 5 осіб, із них 20% зазначили рідною мову українську, 20% — російську, 60% — білоруську.

## Відомі люди
Уродженцем села є Завгородній Василь Никифорович (1911—1961) — Герой Радянського Союзу.

## Цікаві факти
- Село є найбільш білоруськомовним за часткою (60%, за переписом 2001 року).